# 東京ディズニーリゾートの駐車場の一覧
東京ディズニーリゾートの駐車場の一覧（とうきょうディズニーリゾートのちゅうしゃじょうのいちらん）では、東京ディズニーリゾートが所有している駐車場について記述している。

## 駐車場概要
東京ディズニーリゾートは、臨時駐車場を含めると、収容可能台数約2万台超の世界最大級の駐車場を所有している。1日で1万台、1時間当たりに換算すると3,000台から4,000台の車両を、迅速かつ効率的にさばいているこの事例は、「舞浜地区におけるトラフィック・マネジメント・システム」としてオーストラリアの交通学会でも紹介された。パーク開園前の深夜や早朝に自動車で来園したゲストは、トール・ゲート・プラザ（料金所前の車列整理エリア）が満杯になり次第、ゲストパーキング内に車両を入れることができる。これは、トール・ゲート・プラザ、および周辺道路での交通事故防止・安全確保のためである。繁忙時には深夜1 - 2時頃には車両の受け入れが始まることもある。なお、トール・ゲートが通常オープン（パーク開園時間の1 - 2時間前）するまでの間ゲストは原則車内待機となり、駐車場の敷地内から出ることが出来ず化粧室以外は施設の利用は出来ない。一方、鉄道・徒歩のゲストが使用するゲートでは、閉園後から翌朝の各種交通機関の始発時刻までは敷地内へ続く通路は閉鎖されている（休園日等の場合はIDカードを携帯しているキャスト以外は通行できない）。

### 東京ディズニーランド・パーキング
ディズニーホテルパーキング、イクスピアリパーキング、リゾートパーキング第5(R5)の利用には別料金が発生する。
営業時間は、パークの開園2時間前〜閉園1時間後であるが、営業開始時間は上述のように混雑状況により変更されることがある。入場は閉園30分後までとなっている。
概要
2019年7月20日に、従来は平面だった「ドナルドダック区画」と「グーフィー区画」の一部に2つ目となる立体駐車場が開業したことにより3つの区画と2つの立体駐車場で構成されるパーキングとなった。
- 3つの区画の内訳は、G（グーフィー）、P（ピノキオ）、T（ティンカー・ベル）をシンボルマークとしている。
- 2つ目の立体駐車場は、1Fに「ドナルドダック」と「デイジーダック」、2Fは「ミニーマウス」、3Fは「プルート」、4Fは「チップとデール」がそれぞれあてられている。
- 2006年10月27日に、従来は平面だった「ミッキーマウス区画」の一部に立体駐車場がオープンした。駐車場の入口は従来と同じであり、立体と平面のどちらに案内されるかは、混雑状況、利用状況次第である。なお、立体駐車場は4階建てで、階ごとに違ったミッキーのイラストが描かれている。1Fは「蒸気船ウィリー」、2Fは「ミッキーの大演奏会」、3Fは「魔法使いの弟子（ファンタジア）」、4Fは「ミッキーのクリスマスキャロル」のイラストがそれぞれあてられており、上の階に行くほど時代が新しくなっていくようになっている。
- 従来「ミッキー区画」周辺にあった送迎用・車椅子・障害者用駐車場は、「ドナルドダック区画」の最前列に移転した。シンボルマークはT（ティンカー・ベル）である。
- 一度出庫しても、当日に限り再入庫可能。

2019年7月19日までは、5つの区画に分かれており、それぞれM（ミッキーマウス）、D（ドナルドダック）、G（グーフィー）、P（ピノキオ）、T（ティンカー・ベル）をシンボルマークとしていた。

### 東京ディズニーランドホテル・パーキング
東京ディズニーランド・パーキングや東京ディズニーシー・パーキング、他のディズニーホテルパーキングの利用には別料金が発生する。
概要
屋外に平面駐車場があり、大型普通自動車専用となっている。
屋内は立体駐車場になっており、普通自動車専用となっている。
- 何度出庫しても、宿泊期間中に限り再入庫可能。

### 東京ディズニーシー・パーキング
ディズニーホテルパーキング、イクスピアリパーキング、リゾートパーキング第5(R5)の利用には別料金が発生する。
営業時間は、パークの開園2時間前〜閉園1時間後であるが、営業開始時間は上述のように混雑状況により変更されることがある。入場は閉園30分後までとなっている。
一度出庫しても、当日に限り再入庫可能。

#### 東京ディズニーシー立体駐車場
東京ディズニーシー立体駐車場（とうきょう-りったいちゅうしゃじょう、Tokyo Disney Sea Structure Parking）は、5階建ての自走式立体駐車場であり、各階のシンボルマーク、シンボルカラーにリトル・マーメイドのセバスチャン（1階）・トリトン（2階）・フランダー（3階）・アリエル（4階）・スカットル（5階）を使用している。
立体駐車場が満車になる場合、リゾートパーキング第7(R7)へ案内される。
1階の半分が歩行困難者用区画となっており、車椅子利用者などが優先的に案内される。また、2階以上のエレベーター付近にはその他障害者を優先的に案内している。
あらかじめ混雑が予想される場合や、既にリゾートパーキング第7(R7)駐車場を運用している場合には、全体が歩行困難者、及び障害者等専用として運用される。

#### 東京ディズニーシー平面駐車場
東京ディズニーシー平面駐車場（とうきょうでぃずにーしーへいめんちゅうしゃじょう、Tokyo Disney Sea Ground Parking）は、主に大型車用に供用される駐車場。東京ディズニーシー立体駐車場と同じトールゲートから利用出来、送迎車用区画（10分無料）、送迎バス用区画、2輪車用駐輪場、障害者送迎用区画が設けられている。
一般用区画は、『アラジン』の登場キャラクター、アラジン、アブー、ジャスミン、ジーニーが区画のシンボルマークとして採用されていた。トイ・ストーリー・マニア!の建設工事に伴い一時閉鎖、ならびにアトラクション用地に流用する為に縮小されている。

### 東京ディズニーシー・ホテルミラコスタ・パーキング
東京ディズニーランド・パーキングや東京ディズニーシー・パーキング、他のディズニーホテルパーキングの利用には別料金が発生する。
概要
立体駐車場と平面駐車場（屋根付き屋内、屋根無し屋外）がある。
立体駐車場は各階シンボルマークにピノキオのキャラクターを使用している。ピノキオ（1階）・ジミニー・クリケット（2階）・ゼペット（3階）・フィガロ（4階）となっている。これは、ホテルミラコスタの駐車場側の建物のデザインモデルとなったトスカーナ地方がピノキオの舞台であることに由来する。
- 東京ディズニーシー・ホテルミラコスタの開業当初は、「バレーパーキングサービス」を行っていたが、2004年3月31日に駐車場の拡充を行い、同時に自走式に変更している。
- 大型バス用の駐車場がないため、利用には事前予約を行い、他の駐車場にて大型車の駐車場所を確保してもらう必要がある。当日利用での受け入れは行っていない。
- 何度出庫しても、宿泊期間中に限り再入庫可能。

### 東京ディズニーシー・ファンタジースプリングスホテル・パーキング
東京ディズニーランド・パーキングや東京ディズニーシー・パーキング、他のディズニーホテルパーキングの利用には別料金が発生する。
概要
グランドシャトー・ゲストパーキング(屋根付き屋外、グランシャトー宿泊者専用)とゲストパーキング(屋根無し屋外、ファンタジーシャトー宿泊者専用)がある。

### 東京ディズニーリゾート・トイ・ストーリーホテル・パーキング
東京ディズニーランド・パーキングや東京ディズニーシー・パーキング、他のディズニーホテルパーキングの利用には別料金が発生する。
概要
立体駐車場と平面駐車場（屋根付き屋内、屋根無し屋外）がある。立体駐車場の壁面にはRC RACER GARAGEと書かれている。

### ディズニーアンバサダーホテル・パーキング
東京ディズニーランド・パーキングや東京ディズニーシー・パーキング、他のディズニーホテルパーキングの利用には別料金が発生する。
概要
屋内駐車場のみだが、満車の場合イクスピアリ アネックス・パーキング（屋外、平面）の利用が可能。
- 2011年4月より、アンバサダーホテル駐車場を利用した宿泊者はチェックアウト日に東京ディズニーランド及び東京ディズニーシーの駐車場が無料で利用出来るようになった。これは、ディズニーアンバサダーホテル の駐車場の収容台数の関係上、宿泊者料金がチェックアウト日の14時までしか適用されないことによる。
- 何度出庫しても、宿泊期間中に限り再入庫可能。

### 東京ディズニーセレブレーションホテル・パーキング
東京ディズニーランド・パーキングや東京ディズニーシー・パーキング、他のディズニーホテルパーキングの利用には別料金が発生する。
何度出庫しても、宿泊期間中に限り再入庫可能

### イクスピアリパーキング
- パーキングA イクスピアリ1F駐車場（バレーサービス専用）（屋内－平面）
- パーキングB イクスピアリ地下1F駐車場（屋内－平面）
- イクスピアリ アネックス・パーキング（屋外、平面）

パーキングAでは、利用客の車を預かり駐車収納・保管する「バレーサービス」を行っている。時間駐車料金の他にバレーサービス料の支払いが必要。混雑状況や時間帯によっては、バレーサービスを利用できない場合もある。

### リゾートパーキング
東京ディズニーランド・パーキング、東京ディズニーシー・パーキング、イクスピアリ アネックス・パーキングの満車時に供用される駐車場。
- リゾートパーキング第5(R5) イクスピアリ／ボン・ヴォヤージュ利用者用
- リゾートパーキング第6(R6) 東京ディズニーランド来園者・東京ディズニーシー来園者
- リゾートパーキング第7(R7)（立体） 原則東京ディズニーシー来園者用
- リゾートパーキング第8(R8) 原則東京ディズニーランド来園者用

R6、7、8のみ一度出庫しても、同じ車なら当日に限り再入庫可能。R7駐車場は元々東京ディズニーシー(TDS)と隣接した千鳥地区に開設された屋外（平面）駐車場で、開設当初はパークまでシャトルバスを利用する必要があった。2003年秋頃にR7駐車場と東京ディズニーシーを結ぶ歩道橋が完成し、徒歩でアクセス出来るようになった。その後2005年11月に立体駐車場化され、1フロアが広い7階建てになり、駐車場本体と既設の歩道橋を結ぶ連絡通路も設置された（この立体化により、R7の南側に整備されていた旧R8、R9〜R12が廃止されている）のちに、舞浜ローズタウン交差点付近の駐車場がR8に名称変更されている））。通常は東京ディズニーシーの混雑が予想される日に必要に応じて運用し、R7駐車場へ案内されることになる。各フロアは、ディズニーのキャラクターではなく色で、さらにフロア内は区間ごとにアルファベットと数字で区別されている。シーへの連絡通路は3階にあり、化粧室は1階と3階に用意されている。この駐車場の完成で、従来東京ディズニーシーの来園者が使用していたR1駐車場とR2駐車場は、東京ディズニーランドホテルの建設で駐車場が縮小した東京ディズニーランドの来園者が主に使用することとなった。2019年7月20日現在、東京ディズニーランドパーキングでの2つ目となる立体駐車場開業と東京ディズニーランド、東京ディズニーシーの拡張工事によりR1,2,3が廃止された。R5駐車場は、イクスピアリ アネックス・パーキングがシルク・ドゥ・ソレイユ シアター東京の建設工事のために縮小されたためイクスピアリ／ボン・ヴォヤージュ用として整備された。アンバサダーホテル付近とR5のあいだにペデストリアンデッキが完成した。R6駐車場は多客時に東京ディズニーランド(TDL)の駐車場として利用され、R7駐車場が満車の時はTDSの駐車場としても利用される。運用時には対象となるパークのバスターミナル間で「ゲスト・パーキング・シャトル」バスが運行される。R8駐車場は2006年8月まで無料だったが、しかし2006年9月より「リゾートパーキング第8」に名称変更された上、他のリゾートパーキングと同じく有料化されている。